# Uuta
Uuta är en by (estniska: küla) i Nõo kommun i landskapet Tartumaa i sydöstra Estland. Byn ligger direkt öster om staden Elva.